# Stefano Benni
Stefano Benni (n. 12 august 1947, Bologna) este un jurnalist și scriitor italian.
A publicat romane și antologii de povestiri de mare succes pe plan național, printre care Bar Sport, Elianto, La compagnia dei celestini, Baol, Comici spaventati guerrieri, Saltatempo, Margherita Dolcevita.
Scrierile sale au fost traduse și publicate în 25 de țări, două și în română - Gramatica lui Dumnezeu și Din Toate Bogățiile (apărute la editura Nemira).
Romanele sale constituiesc o satiră la adresa societății italiene din ultimele decenii, prin construirea unor lumi și a unor situații imaginare. Stilul său literar face apel frecvent la jocuri de cuvinte, neologisme și parodierea altor stiluri literare.